# Dopust
Dopust je definiran kot obdobje brez dela, ki traja od nekaj dni do nekaj tednov.   Za večino ljudi dopust pomeni prenehanje dela, čas, ko oseba ni aktivno prisotna na delovnem mestu. To je čas, ko delovna situacija izgubi nekaj pomena in se oseba posveti drugim aktivnostim, osebnim interesom, kot je na primer družina in preživljanje prostega časa. 

## Zakon o delovnih razmerjih
Zakon o delovnih razmerjih  pravi, da je namen letnega delovnega dopusta odsotnost delavca z delovnega mesta in s tem prekinitev odpravljanja delovnih obveznosti iz razloga počitka, rekreacije in regeneracije delavčevih sposobnosti za nadaljnje kvalitetno delo s ciljem izogibanja možnostim delovnih nesreč in poklicnih bolezni. 
Prav iz namena letnega dopusta, to je počitek delavca od delovnega procesa in obnova njegovih psihofizičnih sposobnosti za nadaljnje učinkovito delo, izhaja, da delavec, ki šele sklene delovno razmerje, s tem avtomatično ne pridobi pravice do plačanega letnega dopusta, ampak mora predhodo izpolniti pogoj minimalne delovne dobe oziroma mora biti določen čas v delovnem razmerju. Glede na doseženo dolžino predhodnega trajanja delovnega razmerja razlikujemo na eni strani pridobitev pravice do celotnega letnega dopusta in na drugi strani pridobitev pravice do sorazmernega dela letnega dopusta (če ima delavec obdobje zaposlitve krajše od enega leta, ima pravico do 1/12 letnega dopusta za vsak mesec zaposlitve). 
Delavec pridobi pravico do letnega dopusta s sklenitvijo delovnega razmerja. Letni dopust v posameznem koledarskem letu ne sme biti krajši kot štiri tedne, ne glede na to, ali dela posameznik polni delovni čas ali krajši delovni čas od polnega. Minimalno število dni letnega dopusta delavca je odvisno od razporeditve delovnih dni v tednu za posameznega delavca. Starejši delavec, invalid, delavec z najmanj 60-odstotno telesno okvaro in delavec, ki neguje in varuje otroka, ki potrebuje posebno nego in varstvo v skladu s predpisi, ki urejajo družinske prejemke, ima pravico do najmanj treh dodatnih dni letnega dopusta. 
Zakon o delovnih razmerjih ureja dve materialni pravici, ki izhajata iz samega instituta letnega dopusta, to sta nadomestilo plače in regres za letni dopust. Gre za kontinuiteto plačila iz delovnega razmerja v primerih in pod pogoji, ki jih določa delovnopravna zakonodaja in zakonodaja s področja socialne varnosti. Osnovni namen nadomestila plače je torej, da nadomešča plačo, ko delavec ne dela. Regres za letni dopust je poleg nadomestila plače za čas odsotnosti z dela zaradi izrabe letnega dopusta druga materialna pravica, ki pripada delavcu v okviru pravice do letnega dopusta. Delodajalec je dolžan delavcu, ki ima pravico do letnega dopusta, izplačati regres za letni dopust najmanj v višini minimalne plače. Namen financiranja regresa je financiranje in kritje stroškov za oddih delavca in njegove družine od vsakodnevnih delovnih obveznosti. Pravica do regresa je po veljavni zakonodaji neločljivo povezana s pravico do letnega dopusta, iz česar posledičo izhaja, da delavec, ki ima pravico do celoletnega delovnega dopusta, ima avtomatično tudi pravico do celotnega regresa. Vsakemu delavcu v enem koledarskem letu pripada en sam regres, ne glede na to, če je delavec med letom prešel od enega delodajalca k drugemu. 
Šele z izrabo letnega dopusta delavec uresničuje potrebo po počitku, rekreaciji, regeneraciji, preživljanju časa z družino, vse z namenom, da si delavec nabere novih moči za naslednje delovno obdobje in da s počitkom od dela zmanjša možnosti za nastanek poškodb pri delu ali bolezni. Iz tega sledi, da je izraba letnega dopusta tudi v interesu delodajalca. Letni dopust je mogoče izrabiti v več delih, s tem da mora en del trajati najmanj dva tedna. Delodajalec je dolžan delavcu zagotoviti izrabo letnega dopusta v tekočem koledarskem letu, delavec pa je dolžan do konca tekočega koledarskega leta izrabiti najmanj dva tedna, preostanek letnega dopusta pa v dogovoru z delodajalcem do 30. junija naslednjega leta. O načinu izrabe letnega dopusta, torej o tem kdaj in v kolikšnem obsegu delavec izrabi delovni dopust, lahko odloča poleg zakonodajalca tudi delavec. Letni dopust se izrablja upoštevaje potrebe delovnega procesa in možnosti za počitek in rekreacijo delavca ter upoštevaje njegove družinske obveznosti.

## Učinki dopusta
Glede na Effort-Recovery Theory (teorija napor-obnovitev) Meijmana in Mulderja (1998; ) imajo napori na delovnem mestu določene psihofizične obremenitve, kot je na primer utrujenost. Ko so te obremenitve intenzivne, na primer ko so delavci redno izpostvaljeni zahtevnim in stresnim situacijam na delovnem mestu in se vmes med delovnimi časi ne spočijejo popolnoma, sta ogrožena njihovo zdravje in blagostanje (npr. Belkic idr., 2004; ). Posledično so ponavljajoča in popolna okrevanja ključna, da oseba prepreči nezaželene učinke na zdravje in blagostanje. Nekatere kulture dajejo večjo težo na prosti čas kot druge, ampak tudi Japonci, ki so znani po svoji rigorozni delovni etiki, začenjajo razumeti pomembnost dopusta. Veliko Japonskih zaposljevalcev je začelo siliti delavce, da si vzamejo dopust. Raziskovalci predvidevajo, da dolga obdobja prostega časa omogočajo delavcem, da obnovijo izgubljene vire, ki jih lahko uporabijo po tem, ko začnejo nazaj z delom. Na Švedsem in v Nemčiji so ugotovili, da delavci, ki se po dopustu počutijo psihično in fizično sveže, doživljajo zjutraj svoje delo brez posebnega napora, lahkotno in so pripravljeni pomagati kolegom.  Po vzetem dopustu zaposleni ocenjujejo višje tudi svojo delovno uspešnost.  
Dopust (vsaj začasno) zviša blagostanje in zdravje posameznika. Pomembno je, da optimalno izkoristimo ta prosti čas. Ni tako pomembno, kam iti na dopust, kako dolgo in kaj tam početi, pomembneje se je osredotočiti na druge stvari, kot so recimo gladko in umirjeno začeti dopust, umakniti se od vsakodnevnih skrbi, pomembneje je tudi, da posameznik med dopustom občuti zadovoljstvo, užitek in avtonomijo, ima nepozaben konec počitnic ter postopen prehod in vrnitev nazaj na delovno mesto. Pri preživljanju dopusta je pomembno, da si vzamemo oddih od vsakodnevnega dela in delovnih obremenitev. Rezultati sodobnih raziskav kažejo, da samo sprostitev ob koncu tedna ne zadostuje. 

### Na zdravje in blagostanje

#### Pred dopustom
Rezultati študije, v kateri je sodelovalo 96 Nizozemskih delavcev pred začetkom njihovega dopusta, so pokazali, da se je zdravje in blagostanje udeležencev znižalo v zadnjem tednu pred dopustom. Ta upad je bil povezan s tem, da se je delovna obremenitev pred dopustom zvišala. To je bilo celo bolj poudarjeno pri ženskah, ki so se jim je še dodatno povišale obremenitve doma. 

#### Med dopustom
Longitudinalne študije na Nizozemskem    so pokazale, da delavci poročajo o višjem zdravju in blagostanju med dopustom kot pred njim. Učinki dopusta so bili srednje visoki. V študiji, kjer so se udeleženci med dopustom ukvarjali z zimskimi športi, so udeleženci prav tako poročali o izbolšanju zdravja in blagostanja.  Še posebej so se delavci počutili bolj zadovoljne, bili so razpoloženi bolj pozitivno in manj napeti med dopustom kot pa med navadnim delovnim tednom pred dopustom. Počutili so se tudi z več energije kot pred dopustom. Ti rezultati potrjujejo idejo, da je dopust močna priložnost, da si opomoremo od delovnih zahtev in da nam pozitivne prostočasne aktivnosti koristijo. Dopust je torej učinkovita, močna in naravna pot, kako ojačati blagostanje zaposlenih. 

#### Po dopustu
Mataanaliza  je pokazala male kratkoročne učinke v blagostanju in zdravju po dopustu glede na blagostanje in zdravje pred dopustom. Po dopustu so ljudje tudi manj izčrpani in poveča se njihovo zadovoljstvo z življenjem. Vsi ti učinki pa so izginili med dvema in štirimi tedni, ko so se osebe vrnile nazaj na delo.Tudi longitudinalne študije na Nizozemskem    so pokazale, da se je po prvem tednu dela blagostanje vrnilo na enako stopnjo, kot je bila pred dopustom. 
Raziskava, kjer so se udeleženci med dopustom ukvarjali z zimskimi športi, pa ni pokazala učinkov v zdravju, razpoloženju, napetosti, energiji in zadovoljstvu po dopustu glede na to, kakšna je bila stopnja tega pred dopustom. Avtorji to pripisujejo temu, da so zimske počitnice (ki so se jih udeležili udeleženci raziskave), po navadi v zelo delovnem času leta. Ko se po dopustu delavci vrnejo domov, so takoj ujeti v zahtevne rutine in se ukvarjajo še z obveznostmi, ki niso povezane z delom, kot so s pakiranje in pranje oblek. Zato je bolj ugodno z vidika pozitivnih vplivov dopusta, da se osebe vrnejo iz dopusta v drugi polovici tedna, da so med vikendom že doma, kot pa, da se iz dopusta vrnejo šele v nedeljo (Strauss Blasche, Muhry, Lehofer, Moser in Marktl, 2004; ). 
Zdravje in blagostanje se lahko poslabšata s časom, če zaposleni ne gredo na dopust, saj je dopust dolgoročno pomemben za zdravje in vitalnost. Tako je študija Gumpa in Matthewsa   pokazala, da imajo osebe, ki si niso vzele letnega dopusta v dobi devet let, večje tveganje smrti. Ta študija je pokazala, da so neredne počitnice in dopusti pomemben dejavnik tveganja za srčne bolezni. Frekvenca letnega dopusta je povezana z zmanjšanem tveganja smrtnosti. Japonska študija  je pokazala, da imajo poleg tega ljudje, ki gredo na dopust redno, v splošnem bolj zdrav način življenja, kot je na primer manj kajenje, telovadba, spanje in zdrava prehrana.

### Na ustvarjalnost
Potovanje poveča ustvarjalnost tako, da delavce olajša stresa, priskrbi različne izkušnje in poveča pozitivna čustva. V longitudinalni študiji se je po dopustu povečala fleksibilnost, originalnost pa je ostala enaka. Dopust torej poveča spremembe v ustvarjalnem mišljenju tako, da poveča količino razpoložljivih kognitivnih elementov (fleksibilnost), ki pa ne vodijo nujno v višjo stopnjo originalnosti (redke, oddaljene in bistre ideje). To pomeni, da ko se delavci vrnejo iz dopusta, je večja verjetnost, da bodo preučili različne aspekte problema in se izognili sklicevanju na konvencionalne ideje in rutinske rešitve. Niso še jasni mehanizmi, ki ležijo za to spremembo. Avtorji predvidevajo, da je glavni razlog za to odstranitev pritiskov, ki jih posameznik doživlja na delovnem mestu. Iz tega zaključujejo, da so trenutki, ko nimamo delovnih pritiskov in stresa pomembni za človekovo funkcioniranje. 

### Na angažiranost, stres, izgorelost in izostajanje od dela
V raziskavi, v kateri so bili udeleženci učitelji, so jih zanimali koristni učinki dopusta.  Rezultati so pokazali, da se je po dopustu delovna angažiranost pomembno zvišala in izgorelost učiteljev pomembno zmanjšala. Ti koristni učinki pa so zbledeli v roku enega mesca. Zahteve delovnega mesta po dopustu pospešijo izbledelost koristnih učinkov, torej učinki hitreje zbledijo, če so zahteve delovnega mesta po dopustu višje. Pomembno je torej, da doživljajo delavci več sprostitve v prostem času po dopustu, tako koristni učinki dopusta kasneje zbledijo. Iz tega so avtorji zaključili, da lahko pozitivne učinke dopusta podaljšamo tako, da zmanjšamo delovne zahteve in zagotovimo sprostitev v prostem času po dopustu. 
M. Westman in D. Eztion sta v svoji študiji pokazali, da dopust ublaži dojemanje stresa na delovnem mestu in izgorelost. Oddih, odmor od dela zmanjša stopnjo napora oziroma obremenitve. Stres po dopustu ni več kroničen, ampak na delovni ravni. Rezultati so pokazali tudi odklone, znižanja v izgorelosti takoj po končanem dopustu, ampak se je po enem mesecu izgorelost vrnila na enako stopnjo, kot je bila pred dopustom. Enak vzorec se je pokazal tudi pri izostajanju od dela. Takoj po dopustu je bilo izostajanja od dela manj, en mesec po tem pa se je izostajanje od dela vrnilo na enako raven, kot je bila pred tem. 
Študija D. Eztion (2003), je vsebovala poleg delavcev, ki so odšli na dopust, tudi kontrolno skupino delavcev iz istega podjetja, ki niso odšli na dopust. Stres in izgorelost sta se pri skupini delavcev, ki so odšli na dopust, znižala, ko so se vrnili iz dopusta. Po treh tednih se je stres vrnil na osnovo raven, ampak izgorelost je ostala nižja tudi po treh tednih. Pri skupini, v kateri delavci niso šli na dopust, sta izgorelost in stres ostala enaka.

## Spremembe v čustvih in interakcije z osebnostjo med dopustom
Osebnost moderira spremembe v gnusu skozi posameznikov dopust. Udeleženci z nižjo stopnjo čustvene stabilnosti so dosegali pomembno višje ravni gnusa v sredini dopusta. Osebnost določa tudi izhodiščne stopnje strahu in žalosti, in sicer ekstravertnost napoveduje izhodiščne stopnje žalosti in strahu med potovanjem. Čeprav se raven žalosti in strahu ni pomembno spremenila med dopustom, bolj ekstravertni turisti poročajo o manj žalosti in strahu med potovanjem. Pri povprečnem udeležencu se negativna čustva med dopustom niso posebno spreminjala, pozitivna po so med dopustom nihala. Turisti se počutijo relativno bolje v sredini in na koncu potovanja. 

## Negativni znaki med dopustom
Študije pa kažejo tudi , da je začetek dopusta za veliko ljudi pokvarjen z visokim krvnim pritiskom, slabo kvaliteto spanja, slabim razpoloženjem in pomanjkanjem energije, lahko pa tudi z bolj resnimi telesnimi simptomi, kot je vročina, migrena ali pa razdražen želodec. Zakaj do tega pride, avtorji še ne razumejo dobro, vendar pa veliko simptomov spominja na vnetni sindrom imunske obnove (immune reconstitution inflammatory syndrome), ki izvira iz nenadne deprivacije kortikosteroidov, pomembnih hormonov stresa. To naj bi bilo povezano s tem, da je telo v tednih pred dopustom pod stresom in dela z visoko hitrostjo, potem pa ima težave pri tako bliskovitem zmanjšanju stresa. 

## Trajanje dopusta
Trajanje dopusta je lahko velika komponenta, kako se po dopustu izboljša zdravje in blagostanje. Kratek dopust ima tako manj učinkov na zdravje in blagostanje kot daljši dopust. Po drugi strani pa nekatere raziskave niso odkrile učinkov trajanja dopusta. V raziskavi D. Eztion (2003) so učinki dopusta enaki za daljše dopuste (več kot 10 dni) in krajše (7 do 10 dni). Longitudinalne študije na Nizozemskem pa so pokazale, da dolžina dopusta ne vpliva na to, kako hitro se je blagostanje vrnilo nazaj na enako stopnjo kot je bila pred dopustom.  

## Vrsta dopusta
Raziskave so pokazale, da aktivne dejavnosti v prostem času, še posebej fizične aktivnosti, izboljšajo blagostanje in si po njih celo bolj opomoremo, kot pri aktivnostih z manj napora, kot je na primer gledanje televizije (Rook in Zijlstra, 2006; Sonnentag, 2001; Sonnentag in Natter, 2004;). Bolj kot tip aktivnosti, s katerim so se ukvarjali delavci med dopustom, so v drugih raziskavah na blagostanje vplivale subjektivno zaznane izkušnje med dopustom, kot so sprostitev, zadovoljstvo oziroma užitek in občutek kontrole nad dnevnimi aktivnostmi.  

## Razlike med spoloma
Ob kontroliranju družinskih in z delom povezanih karakteristik imajo ženske manj verjetno nekoriščen dopust na koncu leta kot moški. Spolno specifična analiza je pokazala tri faktorje, ki vplivajo na trajanje koriščenega dopusta pri moških. Moški si vzamejo manj dopusta, ko delajo daljše ure, ko supervizirajo druge in ko zaznavajo večjo negotovost svoje službe. Če moški vidijo, da bi čas, ki bi ga preživeli na dopustu zniževal opravljeno delo, potem gredo manj verjetno na počitnice ko supervizirajo napredke drugih, delajo dolge ure ali ko zaznavajo svojo službo kot ogožujočo. Ti faktorji niso imeli pomembnega vpliva na trajanje dopusta pri ženskah. Čeprav družinske karakteristike nimajo učinka na koriščenje dopusta žensk, so se pri ženskah skrbi in dvomi o uspehu družinskega življenja povečali s številom nekoriščenih dni dopusta. Torej so ženske bolj kot moški zaskrbljene s tem, kako delo vpliva na njihovo družinsko življenje. Ti rezultati potrjujejo tradicionalne oblike delovno-družinskih prioritet, kjer so ženske bolj kot moški zaskrbljene glede posledic v družini glede na njihova delovna prizadevanja. 